# Agar cuore-cervello
L'agar cuore-cervello, anche noto con il termine inglese Brain Heart Infusion Broth (da cui le sigle BHI o BHIB), è un terreno di coltura batterico d'uso generale, utilizzato in microbiologia per la coltivazione e il mantenimento di una larga varietà di microrganismi esigenti.
Si tratta di un terreno liquido o solido se addizionato d'agar e ricco di nutrienti, realizzato a partire da elementi biologici ottenuti bollendo parti di cuore e di cervello di origine bovina o suina. Contiene inoltre, solitamente, cloruro di sodio, glucosio e sodio fosfato bibasico; la soluzione così ottenuta, liquida, viene poi ridotta in polvere tramite ebollizione ed inclusa in un substrato solido di agar. Il terreno così preparato viene conservato a 8-15 °C. Ha un colore ambrato chiaro, leggermente opalescente.
Il BHI è adatto per la coltivazione di diversi ceppi di batteri, funghi e lieviti; in particolare è utilizzato per la coltivazione di microrganismi esigenti come streptococchi, meningococchi e pneumococchi. Trova un'applicazione pratica nei test microbiologici di controllo per la purezza dei cibi e delle acque, e negli studi sulla resistenza microbica agli antibiotici.
Solitamente la composizione dell'Agar cuore-cervello è la seguente:
- infuso da cervello di vitello 200 g/l ;
- infuso di carne di bue 250 g/l ;
- peptocomplex 10 g/l ;
- glucosio 2 g/l ;
- sodio cloruro 5 g/l ;
- sodio fosfato bibasico 2,5 g/l ;